# 六角將棋

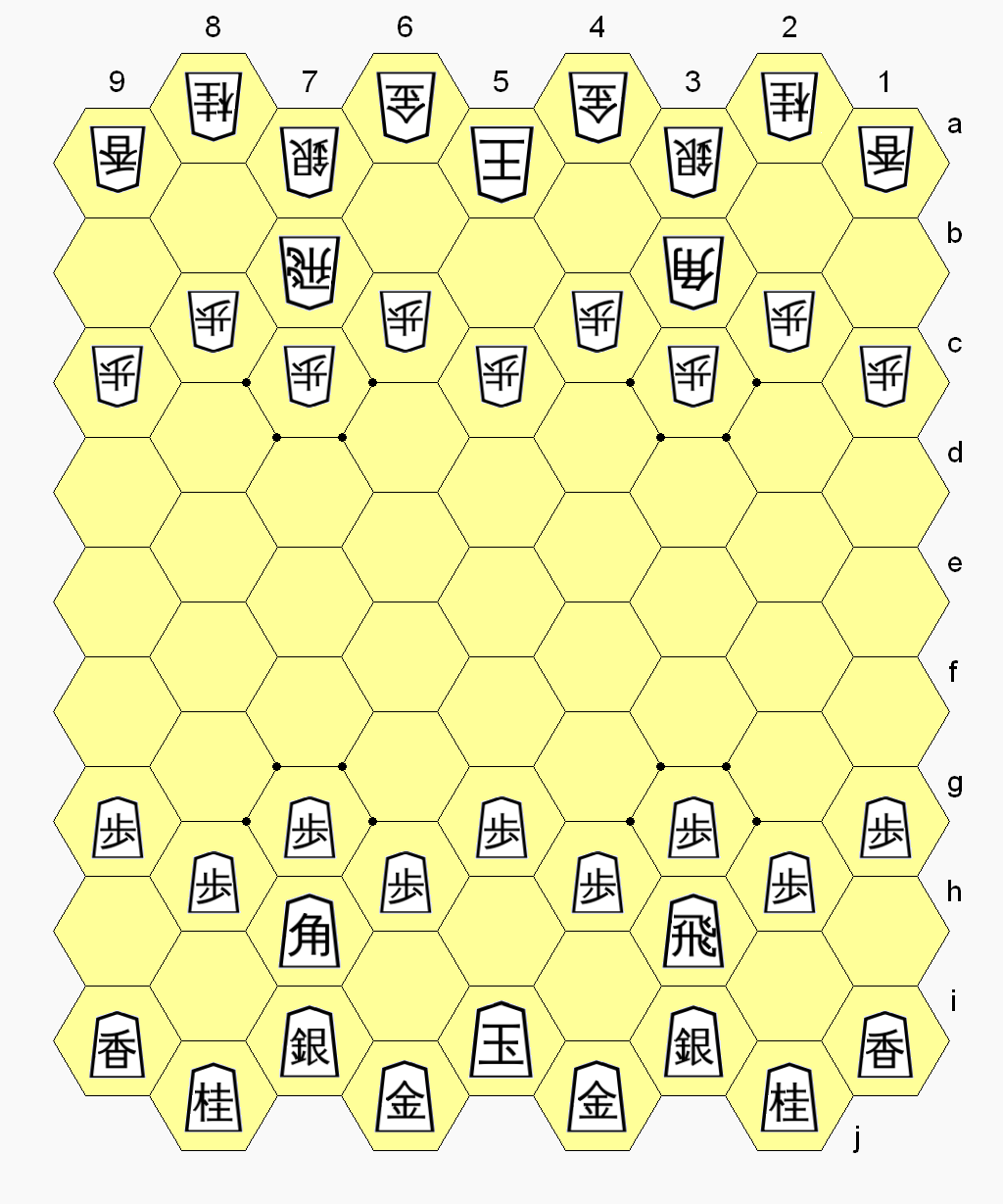
六角將棋初始佈置

六角將棋（英語：Hexshogi）是George R. Dekle於1986年時推出的日本將棋變體，棋盤由矩陣棋盤改為六角棋盤。

## 規則
- 橫六與縱十、十一交錯的六角格棋盤，共八十五個棋格。
- 在六角格，正向指對邊格，斜向指對角格。
- 其餘規則同本將棋。